# Loi de programmation de la recherche pour les années 2021 à 2030
Pour les articles homonymes, voir LPR et LPPR.
Lire en ligne

Texte sur Légifrance

Loi relative à l'enseignement supérieur et à la recherche (2013)
La loi de programmation de la recherche pour les années 2021 à 2030 et portant diverses dispositions relatives à la recherche et à l’enseignement supérieur (dite « LPR » ou « Loi Recherche » ; et antérieurement projet de loi de programmation pluri-annuelle de la recherche, dite « LPPR ») est une loi française concernant le financement et l'organisation de la recherche et de l'enseignement supérieur. Elle a été adoptée par le Parlement le 20 novembre 2020 et promulguée le 24 décembre 2020.
Selon le gouvernement, le texte poursuit trois ambitions principales : « mieux financer et évaluer la recherche publique, améliorer l’attractivité des métiers de la recherche et replacer la science dans une relation ouverte avec l’ensemble de la société ».
Le texte accentue le principe de compétition entre les chercheurs et entre les universités et la logique de financement par appels à projets. Il fait face à l'opposition du personnel de la recherche, notamment en ce qui concerne le « CDI de mission » et les tenure tracks, et les mesures budgétaires jugées inappropriées au regard des enjeux et des promesses de « jour d'après » faites par Emmanuel Macron le 16 mars 2020, au début de la pandémie de Covid-19.
Le texte est vivement critiqué, notamment par l'assemblée des directeurs de laboratoire, l'ensemble des présidentes et présidents des 46 sections du CNRS et des 10 conseils scientifiques des instituts du CNRS, le Conseil d'État, l'Académie des Sciences, la Conférence des Présidents d'Université, la commission permanente du Conseil national des universités (qui demande la démission de la ministre de la recherche Frédérique Vidal), et le Conseil économique, social et environnemental ; ce dernier, saisi par le gouvernement au sujet du projet de loi, exprime dans la conclusion de son rapport ses doutes quant à la possibilité de « soigner un système avec les outils qui l'ont rendu malade ».
Frédérique Vidal se félicite néanmoins le 9 novembre 2020 du résultat « d'un travail parlementaire particulièrement riche et constructif, et de l’équilibre du texte final ».

## Calendrier

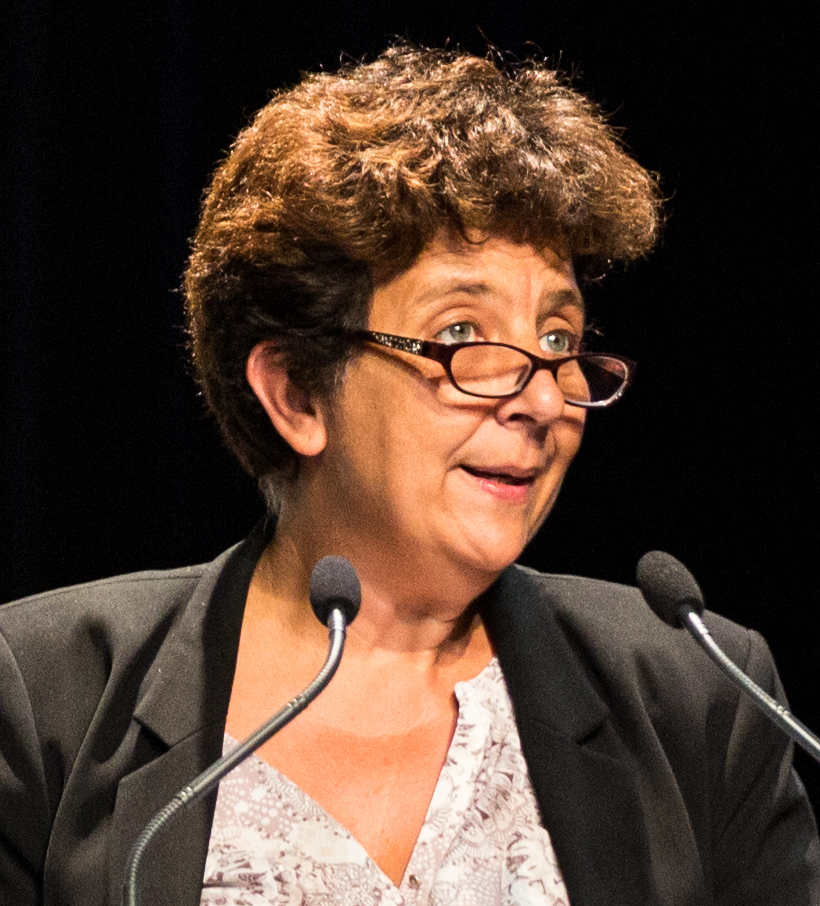
Frédérique Vidal

En 2015 le gouvernement français adopte une « stratégie nationale pour la recherche et l'innovation » pour la période 2015-2020 et dont l'évaluation est prévue en 2020.
Le projet de LPPR est annoncé le 1er février 2019 par le premier ministre français Édouard Philippe.
Une consultation en ligne est menée auprès des acteurs de la recherche entre mars et mai 2019.
Trois groupes de travail ont été mis en place par la ministre Frédérique Vidal : le premier intitulé "Recherche sur projet, financement compétitif et financement des laboratoires" présidé par Cédric Villani, député, Antoine Petit, président du CNRS et Sylvie Retailleau, présidente de l'université Paris-Saclay ; le second intitulé "Attractivité des emplois et des carrières scientifiques" présidé par Philippe Berta, député, Philippe Mauguin, président de l'INRA et Manuel Tunon de Lara, président de l'université de Bordeaux ; le troisième intitulé "Innovation et recherche partenariale" présidé par Francis Chouat, député, Isabel Marey-Semper, ancienne directrice générale communication, développement durable et affaires publiques de L'Oréal et Dominique Vernay, vice-président de l'académie des technologies. Les conclusions de groupes de travail ont été remises au Premier ministre Édouard Philippe, le 23 septembre 2019, à l'Institut de Physique du Globe de Paris, en présence de Frédérique Vidal, ministre de l'Enseignement supérieur, de la Recherche et de l'Innovation.
Plusieurs acteurs de la recherche ont conduit des sondages ou enquêtes, dont des sociétés savantes.
La Conférence des présidents d'université publia ses propositions sur la recherche le 5 septembre 2019 et organisa un séminaire à l'Assemblée nationale le 18 décembre 2019.
Le projet de LPPR est suspendu au printemps 2020 pendant la pandémie de Covid-19, puis renait en juin, et avec lui la contestation,.
Au premier semestre 2020, la commission des affaires culturelles et de l'éducation de l'Assemblée nationale, pour préparer ses travaux, a mené plusieurs auditions dans le cadre des "rendez-vous de la recherche". Elle a reçu : Gilles Roussel, président de la Conférence des présidents d'université le 15 janvier 2020 ; Thierry Damerval, président directeur général de l'Agence nationale de la recherche (ANR), le 12 février 2020; en table-ronde avec les organismes de recherche, Gilles Bloch, président-directeur général de l'Institut national de la santé et de la recherche médicale (Inserm), Philippe Mauguin, président-directeur général de l'Institut national de recherche pour l'agriculture, l'alimentation et l'environnement (INRAE), Antoine Petit, président-directeur général du Centre national de la recherche scientifique (CNRS), Bruno Sportisse, président-directeur général de l'Institut national de recherche en informatique et en automatique (INRIA) le 24 juin 2020. Elle recevra de nouveau la Conférence des présidents d'université le 29 juillet 2020.
Les vingt-quatre articles du projet de loi et 1560 pages de documents autour du texte sont communiqués pour la première fois aux représentants du monde universitaire le 7 juin. Le texte est examiné en urgence par le conseil national de l'enseignement supérieur de la recherche (CNESER) qui donne un avis favorable le 19 juin.
Le 24 juin, le Conseil économique, social et environnemental (Cese), saisi par le gouvernement, rend un avis très critique à l'encontre du texte de loi qui n'est selon lui « pas à la hauteur des défis considérables auxquels notre pays doit faire face »,.
En juillet 2020, le Conseil d'état, saisi pour avis, observe que « la période de programmation budgétaire retenue (2021-2030) est particulièrement longue et paraît sans précédent à cet égard pour une loi de (...) programme. Avec un tel horizon, la portée de la programmation des crédits budgétaires ne peut être que limitée, spécialement en fin de période. » , Il demande de la renommer en raison de son côté fourre-tout. La LPPR devient donc le  « Projet de loi de programmation de la recherche pour les années 2021 à 2030 et portant diverses dispositions relatives à la recherche et à l’enseignement supérieur ».
Le projet de loi est présenté en Conseil des ministres le 24 juillet 2020. La procédure accélérée est engagée sur le texte.
Le texte est examiné par la commission des affaires culturelles et de l'éducation de l'Assemblée nationale à partir du 16 septembre, puis débattu en séance publique et voté largement en première lecture sans modification majeure le 23 septembre 2020,.
En lien avec le projet de loi, un accord, qualifié d'historique par la ministre, sur les rémunérations et les carrières des personnels de la recherche et de l'enseignement supérieur a été conclu à l'hôtel de Matignon, le 12 octobre, entre le gouvernement et les partenaires sociaux réformistes (CFDT, UNSA, SNPTES). Selon la ministre, cet accord détermine les modalités du "plus important plan de revalorisations salariales à destination des chercheurs, des enseignants-chercheurs et de l'ensemble des personnels qui font vivre la recherche publique en France". L'essentiel des crédits supplémentaires sera distribué sous forme de primes individuelles, soit en contradiction avec le fonctionnement collégial de la science, ce qui est dénoncé par l'ensemble de la communauté scientifique et universitaire.
Le projet de loi est adopté, après modifications, par le Sénat en première lecture le 30 octobre. La commission mixte paritaire réunie le 9 novembre 2020 trouve un accord,. Le projet de loi est adopté à l'Assemblée nationale le 17 novembre 2020,, malgré une ultime mobilisation des juristes, et au Sénat le 20 novembre.
Frédérique Vidal se félicite dans un communiqué du 9 novembre « de cette issue positive, qui consacre un travail parlementaire particulièrement riche et constructif, et de l’équilibre du texte final », en dépit de l'opposition très forte des sociétés savantes et des instances officielles nationales de l'enseignement supérieur et de la recherche, dont la commission permanente du Conseil national des universités (CP-CNU) qui a même appelé à sa démission,. Libération explique que la concertation louée par la ministre n'a pas eu lieu, ses interlocuteurs estimant ne pas avoir été entendus.
Le Monde conclut en parlant d'occasion manquée: les financements en trompe-l’œil et les ambitions modestes de la loi n'ont « pas rétabli la confiance avec des chercheurs horripilés par le décalage entre la misère matérielle dans laquelle ils se débattent et les discours qui les posent sans cesse en priorité nationale ».
Saisi par les députés et par les sénateurs au sujet de plusieurs points litigieux, dont l'« insincérité budgétaire » (le manque de clarté des textes entre la LPR, le budget 2021, le plan de relance français ou européen ou la loi de programmation des finances publiques), le conseil constitutionnel valide le texte, à l'exception de la disposition instaurant un délit réprimant l’intrusion dans les universités, et émet une « réserve d’interprétation » au sujet de la nouvelle voies de recrutement des « chaires de professeurs junior ».
La loi est promulguée le 24 décembre 2020. 22 décrets ou arrêtés seront nécessaires pour la mettre en application.

## Mesures principales

### CDI de mission
Une des mesures de la LPPR serait la création d'un « CDI de mission » dans le monde de la recherche, une forme de contrat à durée indéterminée de chantier, appelé à se terminer à la fin d'un projet de recherche. Cette mesure est vue par certains chercheurs comme une attaque au statut de fonctionnaire et à la recherche publique.
Frédérique Vidal défend cette mesure devant l'Assemblée en expliquant  que « des CDI, ça fait aussi très souvent la différence, pour obtenir un prêt » ce à quoi la socialiste Sylvie Tolmont objecte que « Le CDI de mission n’a de CDI que le nom ». En effet, le texte prévoit que le contrat de travail mentionne « la durée du contrat correspondant à la durée prévisible du projet ou de l’opération identifié » et  « peut être renouvelé dans la limite de la durée maximale de six ans », ou bien interrompu dès un an après son début « si le projet ne peut pas se réaliser ou si son résultat a été atteint ».
Au Sénat, le texte est modifié pour élargir le contrat post-doctoral de droit privé « aux entreprises ayant une activité de recherche et bénéficiant d’un agrément au titre du crédit impôt recherche » et assouplir les conditions du recours aux CDI de chantier.

### Postes de professeurs assistants temporaires
Des « chaires de professeur junior », sur le modèle du tenure track anglo-saxon, à savoir des recrutements « dérogatoires » de professeurs assistants temporaires, doivent devenir une nouvelle voie de recrutement concernant jusqu’à 25 % des nouveaux personnels, engagés sur des contrats à durée déterminée de 3 à 6 ans avant titularisation éventuelle. L’article 3 crée la « prétitularisation conditionnelle » des jeunes recrues. Les chercheurs y voient un accroissement de la précarisation de la recherche,.
Ces deux mesures ne répondent pas à la demande constante et unanime d'augmentation du nombre d’emplois permanents dans les établissements,,. Le Cese regrette que ces mesures vont accroitre « le taux déjà très élevé d'emplois de contractuels » alors qu'« un quart des effectifs de la recherche sont déjà non-permanents ».
Dans un éditorial, la revue Nature appelle le gouvernement français à repenser sa politique de ressources humaines en matière d'emploi scientifique pour ne pas sacrifier le « bien être » de ceux qui font la recherche.

### Programmation budgétaire
La loi prévoit l'augmentation, en euros courants de plusieurs programmes de la Mission interministérielle Recherche et Enseignement supérieur, par rapport aux montants inscrits en loi de finances initiale pour 2020 :
- programme « Recherches scientifiques et technologiques pluridisciplinaires » : + 224 millions d’euros en 2021 à + 3100 en 2030 en crédit de paiement ;
- programme « Recherche spatiale » : -32 millions d’euros en 2021 à + 294 en 2030 en crédit de paiement ;
- incidence sur le programme « Formations supérieures et recherche universitaire » : +165 millions d’euros en 2021 à + 1701 en 2030 en crédit de paiement[49].

| |
| Valeurs en millions d'euros courants : · Recherches scientifiques et technologiques pluridisciplinaires (programme 172) · Recherche spatiale (programme 193) déduction faite du remboursement de la dette française à l'Agence spatiale européenne · Formations supérieures et recherche universitaire (programme 150) hors contribution du titre 2 au compte d'affectation spéciale Pensions · Total |

En particulier, l'autorisation d'engagement de l'Agence nationale de la recherche augmenterait de 503 millions d’euros en 2021 à un milliard en 2030. La loi précise que ces augmentations sont indépendantes « de l'accélération de la trajectoire prévue dès 2021 au bénéfice de l'Agence nationale de la recherche dans le cadre du plan de relance ».
Cette durée de dix ans est « inhabituellement longue pour une loi de programmation, pour gonfler le chiffrage » selon le magazine économique Challenges. Le Cese note qu'un gouvernement ne peut pas engager des crédits budgétaires « sur un tel horizon »,.
Les augmentations sont prévues plus importantes à la fin des dix années, l'engagement ne concernera en fait que les gouvernements ultérieurs,,,. L'Académie des sciences demandait un investissement de 7 M€ par an, avec 5 ans pour atteindre cet objectif et prévient dans son avis rendu en juillet que le financement prévu par la loi ne sera pas suffisant du fait de l’inflation; elle regrette que l’objectif affiché d’atteindre les 1 % de dépenses de R&D de l’État par rapport au PIB ne pourra pas être atteint. Christian Lerminiaux de la Conférence des directeurs d’école d’ingénieur estime qu'avec les montants prévus, « la LPPR permet juste à la France de rester à flot ».
La rapporteuse de l'avis du Cese note aussi qu'« il 
y aura seulement 400 millions d'euros en 2021, alors qu'on parle en milliards pour le plan de relance à la suite de la crise sanitaire, qui a démontré la vulnérabilité de notre pays ! ». Fin mars 2020, pendant la pandémie, le gouvernement avait annoncé un objectif de 5 milliards d'euros par an supplémentaires pour la recherche, mais le président du CNRS estime en septembre que la pandémie de covid-19 ne doit pas influencer le financement de la recherche, qui « reste la même après qu’avant ».
La proposition faite par le Sénat d'étaler la programmation budgétaire sur sept ans plutôt que 10 est supprimée par la Commission mixte paritaire, « pour coller au programme-cadre européen et assurer une visibilité sur le long terme aux chercheurs » .

### Revalorisation des salaires, financement de l'ANR
Cette somme doit permettre d'enclencher des mesures de revalorisation de salaires (notamment pour les chercheurs en début de carrière) et augmenter le budget de l’Agence nationale de la recherche, encourageant un fonctionnement sur projet, dont le principe est contesté,. Selon le Cese, ce fonctionnement sur projet est une menace pour les crédits récurrents des laboratoires, déjà à la baisse, et porte une vision de « court terme ».
Un accord passé le 12 octobre 2020 entre des syndicats représentatifs et l’exécutif prévoit de consacrer 92 millions d’euros annuels jusqu’en 2027 à une « amélioration des rémunérations et des carrières », principalement sous forme de primes. Le Monde note que l’accord apparaît plus comme un rattrapage après trente cinq ans de dégradation de la situation, qu’une façon de retrouver de l’attractivité.

### Recherche privée
En ce qui concerne la recherche privée, le contesté crédit impôt recherche est reconduit, mais selon le magazine Challenges, « les milieux économiques regrettent la faible ambition en matière de partenariat public-privé ». La loi prévoit pourtant la création de 500 entreprises de Deep tech en trois ans et instaure un contrat doctoral et des post-docs de droit privé. Le gouvernement veut aussi financer 1 400 postes de chercheurs privés au sein des laboratoires publics, et les chercheurs considèrent que le projet privilégie la recherche appliquée au détriment des sciences fondamentales.

### Responsabilités réduites du Conseil national des universités
Le dispositif ajouté par le Sénat supprime l’exigence d’une qualification par le Conseil national des universités (CNU) des candidats au statut de professeur ou maître de conférences ,,, alors même que Mme Vidal écrivait dans Le Monde le « 10 février 2020 »:

« […] suppression du Conseil national des universités (CNU) […] : on prête au gouvernement toutes les intentions, sans jamais prendre la peine de lire ce que le président de la République, le premier ministre et moi-même avons d’ores et déjà indiqué »

La sénatrice Sylvie Robert (PS) parle d'une « attaque contre le CNU, garant d’un statut national pour ce corps d’enseignants. » et promet  un recours devant le Conseil constitutionnel. La commission permanente du CNU évoque le 3 novembre un « affront » et interpelle le président de la République au sujet de « la pertinence du maintien en fonctions de madame la ministre »,. Dans une tribune publiée dans Le Monde, Frédérique Vidal regrette « l'attitude excessive et par conséquent non constructive » de la CP-CNU, qui est selon elle « manifestement hostile à toute forme de changement ou de transformation [...] dès lors qu’il s’agit de moderniser ses compétences » .

### Science et médias
Le rapport annexé à la loi prévoit la création d’ « une dynamique d'actions ou un réseau " Science et médias " » destiné à lutter contre la mal-information, alors que le modèle britannique de Science Media Centre (en) dont il s’inspire est critiqué pour ses biais pro-industrie,.

## Dispositions finalement écartées

### Libertés académiques

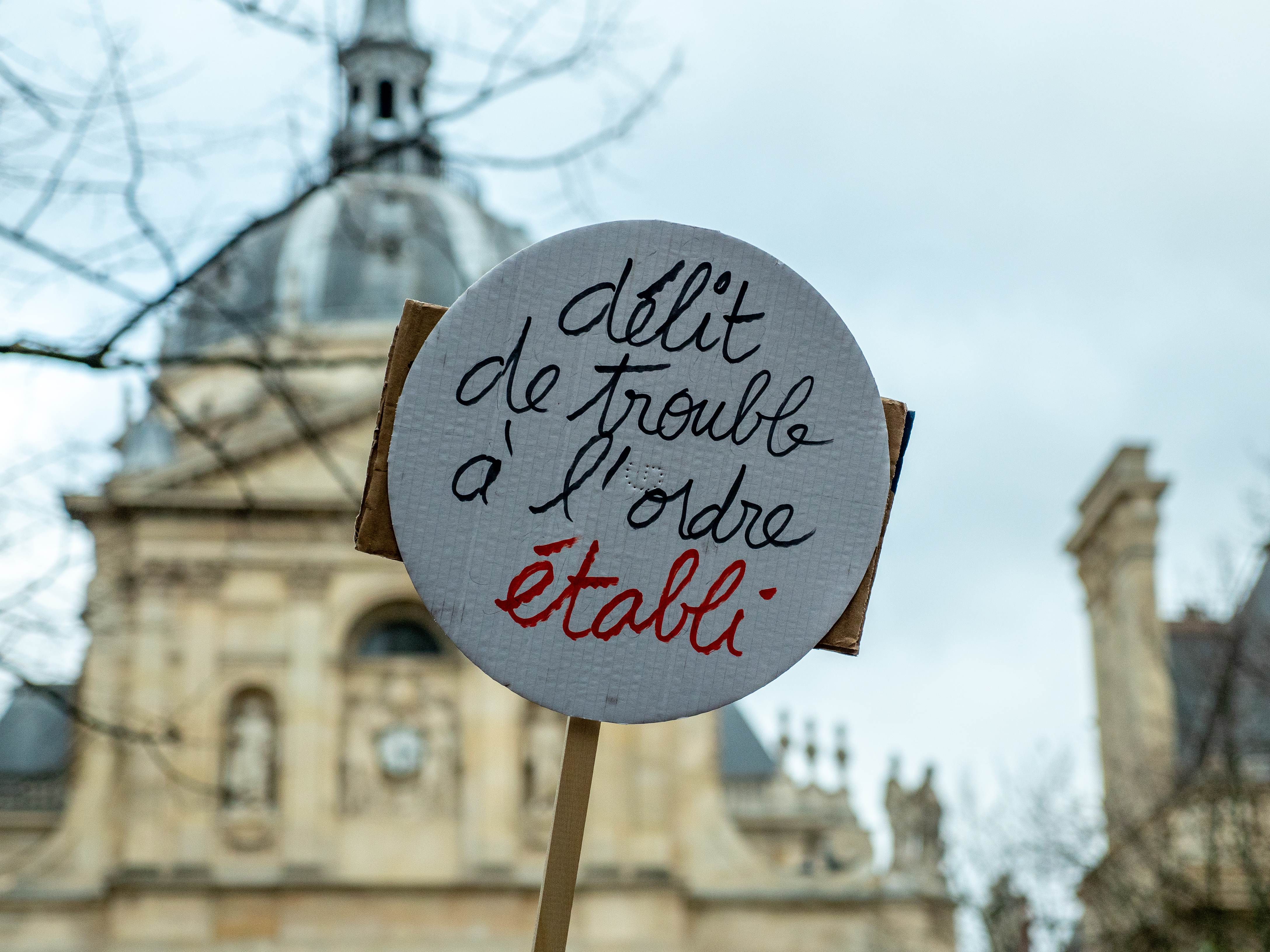
Manifestation contre la loi de programmation de la recherche et la précarité dans l'ESR, le 17 novembre 2020 à la Sorbonne.

Un amendement proposé par Laure Darcos (LR) est introduit à l'occasion de l'examen au Sénat, avec l’avis « extrêmement favorable » de la ministre Frédérique Vidal, une limite générale d'ordre politique à la liberté académique, qui n'était jusque là limitée que par les impératifs de la science et par le droit pénal (qui prohibe certains propos), :

« Les libertés académiques s'exercent dans le respect des valeurs de la République »

Le président de la Conférence des présidents d'Universités estime que la formulation imprécise est de nature à générer du contentieux inutilement et s'interroge : « Cela vise-t-il à remettre en cause certains travaux universitaires ? Dans la période actuelle il me semble important de réaffirmer les libertés académiques plutôt que de les limiter. »
Modifié par la commission mixte paritaire, le texte devient, :

« Les libertés académiques sont le gage de l'excellence de l'enseignement supérieur et de la recherche français. Elles s'exercent conformément au principe à caractère constitutionnel d'indépendance des enseignants-chercheurs. »

### Pénalisation de l'entrave à un débat

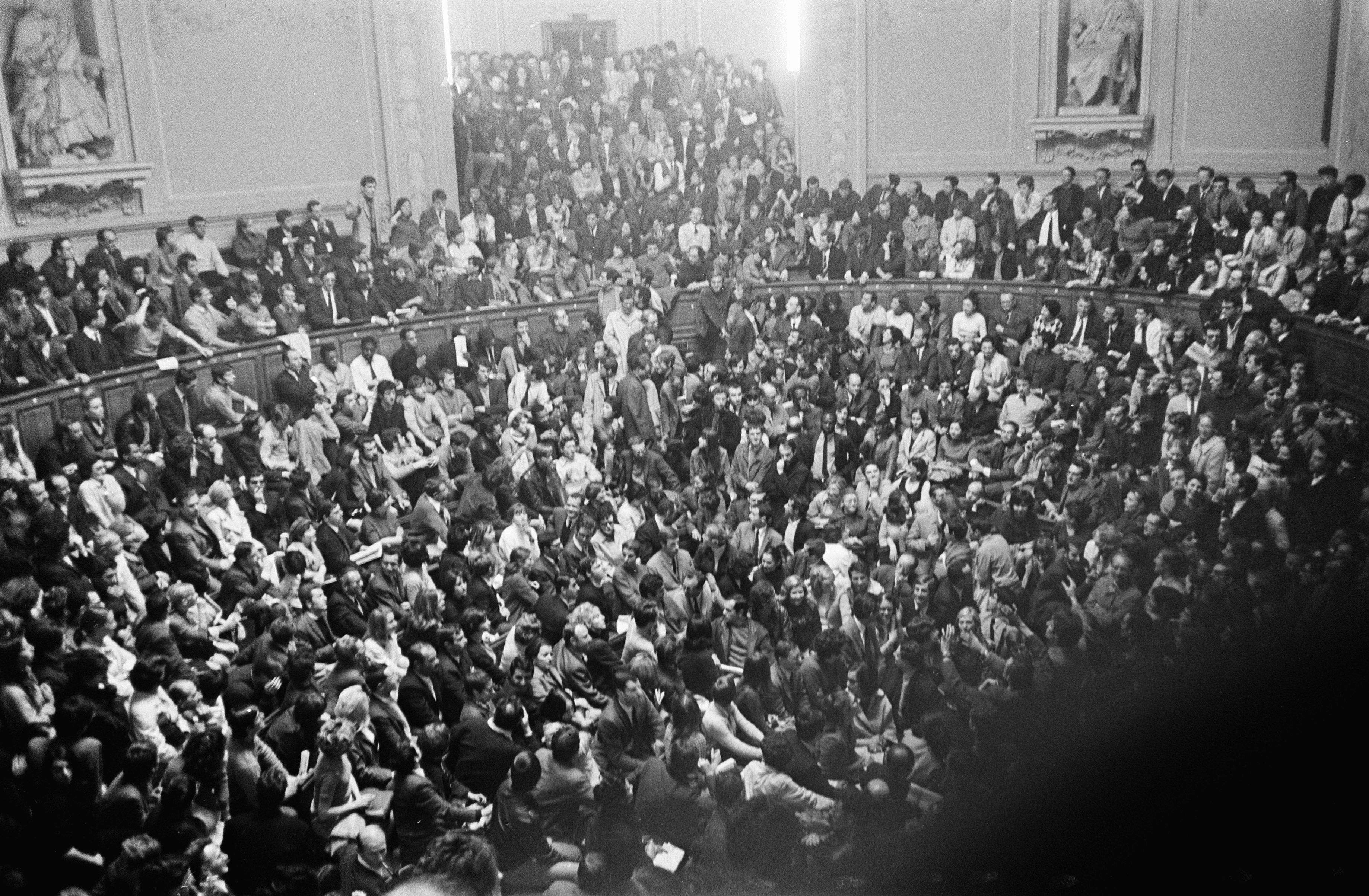
L'université de la Sorbonne occupée par les étudiants en mai 68

Un autre amendement introduit dans le code pénal une disposition nouvelle, propre aux établissements d’enseignement supérieur, qui sanctionne d’une peine d’un an d’emprisonnement et de 7 500 € d’amende l'intention d'entrave à un débat, faisant référence aux « blocages des universités »,:

« le fait de pénétrer ou de se maintenir dans l’enceinte d’un [tel] établissement sans y être habilité en vertu de dispositions législatives ou réglementaires ou y avoir été autorisé par les autorités compétentes, dans le but d’entraver la tenue d’un débat organisé dans les locaux de celui-ci. »

La commission mixte paritaire modifie le texte

« le fait de pénétrer ou de se maintenir dans l’enceinte d’un établissement d’enseignement supérieur sans y être habilité […] ou y avoir été autorisé […], dans le but de troubler la tranquillité ou le bon ordre de l’établissement »

et durcit les sanctions. Le nouveau texte de la CMP prévoit que lorsque ce délit « est commis en réunion, les peines sont portées à trois ans d’emprisonnement et 45 000 € d’amende », signant la fin pure et simple des contestations sur les campus,,.
Cette disposition est finalement censurée par le conseil constitutionnel, qui estime qu’il s’agissait d’un cavalier législatif.

## Opposition du personnel de l'enseignement supérieur et de la recherche

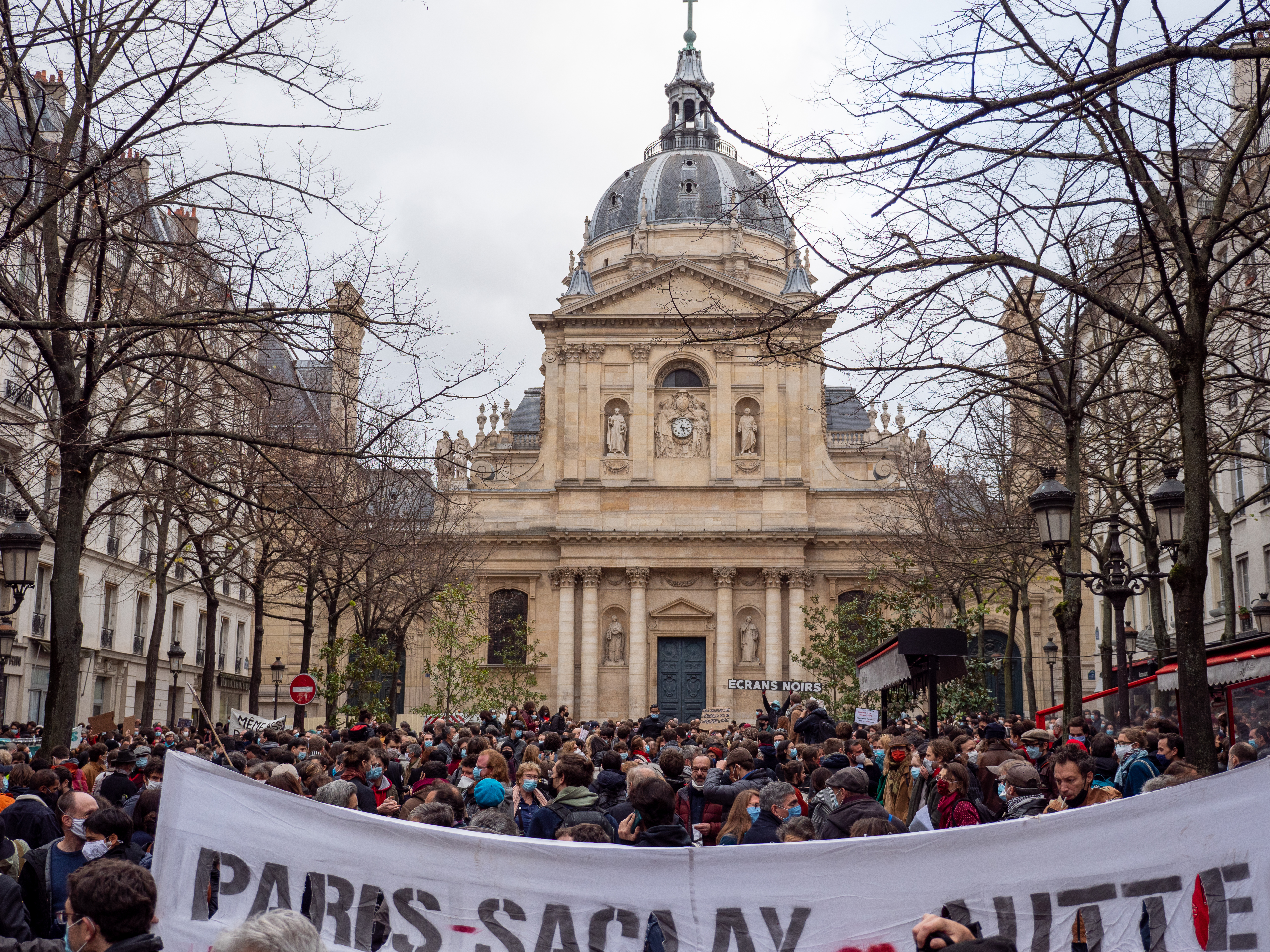
Manifestation contre la loi de programmation de la recherche et la précarité dans l'ESR, le 17 novembre 2020 à la Sorbonne.

Devant l'Assemblée nationale en juin, les PDG de l'INSERM, du CNRS, et de l'INRAE s'accordent sur les bénéfices de cette loi[source insuffisante]. Le personnel de l'ESR est cependant fortement opposé à cette loi,,,,,,, ainsi qu'une partie des organisations étudiantes (Solidaires étudiant-e-s, UNEF, et l’Alternative).
Selon un recensement, 114 universités et écoles, 330 laboratoires de recherche, 30 collectifs de précaires, 157 revues, 16 sociétés savantes, 47 séminaires, 39 sections du Conseil national des universités et 11 sections du CoNRS (CNRS), 54 évaluateurs et évaluatrices de l'HCERES ont manifesté une opposition. Dans une tribune publiée dans Le Monde, l’Assemblée des directions de laboratoires estime que le projet de loi n’est pas à la hauteur des enjeux.
Avant le confinement dû à la pandémie de Covid-19, les fuites d'informations sur le texte de la LPPR suscitent une vive opposition dans la communauté scientifique, provoquant des motions, grèves dans les revues (71 revues scientifiques, principalement en sciences humaines et sociales, se sont mises à l’arrêt), et des manifestations, comme celle qui rassemble plusieurs milliers de personnes le 24 janvier, le 5 mars, les 12 et 18 juin 2020.
Le 21 janvier, des chercheurs tentent d’interrompre les vœux de la ministre de l’enseignement supérieur et de la recherche, Frédérique Vidal, en clamant « La communauté scientifique ne veut pas de cette énième soi-disant réforme dont nous ne savons que trop qu’elle porte le darwinisme, la concurrence toxique, la bureaucratie de l’évaluation permanente ». Cette référence au darwinisme social répond à une tribune d’Antoine Petit, président du CNRS, publiée dans Les Echos le 26 novembre, dans lequel il appelait de ses vœux une LPPR « ambitieuse, inégalitaire – ou différenciante s’il faut faire dans le politiquement correct –, une loi vertueuse et darwinienne, qui encourage les scientifiques, équipes, laboratoires, établissements les plus performants à l’échelle internationale »; ces mots sont perçus comme une provocation par un grand nombre de chercheurs,,,. Le 26 novembre, Emmanuel Macron avait plaidé pour une évaluation « dure » qui récompense, plutôt que l’évaluation « molle » sans conséquence, avec la soutien de Thierry Coulhon, alors pressenti pour devenir président de l'Hcéres.
L'annonce de la préparation de la LPPR soulève des réactions et des commentaires d'organismes universitaires et de recherche,, de syndicats de travailleurs de l'Université, de parlementaires, d'organisations de la société civile ou encore des régions de France. La Conférence des présidents du comité national du CNRS  déclare en janvier que la loi n'était  « pas de nature à répondre aux principales difficultés et fragilités de la recherche publique française, ni à permettre aux personnels scientifiques (…) d’exercer convenablement leur profession ».
Plusieurs laboratoires, comités et syndicats de l'enseignement supérieur et de la recherche se sont exprimés contre ce projet de LPPR. Parmi lesquels : le comité national du CNRS,, Le collectif des Sociétés Savantes Académiques de France, le LPNHE, la CPCN et le CS du CNRS,, le SNPTES, sauvons l'université, le SNTRS, l'AFS, le SNESUP, qui diffuse les motions du CNU, le LAM, le LISE, la SIES,,, Triangle, le LER, le CEPN, le SAGE, Sud éducation et Sud recherche, Arènes, le LESC, le LIER, le LJP, le CR2P, la FIRE, la SERD, le LVMT, faculté des Sciences de l'Université de Paris. Le site universiteouverte.org a également fait une liste de plus de deux cent laboratoires mobilisés.
Dans une tribune publiée dans Le Monde le 7 juillet 2020, deux chercheurs regrettent que la LPPR annonce « tout le contraire » du « jour d'après » promis par Emmanuel Macron le 16 mars. Jérome Aust, enseignant à Sciences Po, analyse le danger d'accroissement de la concurrence entre laboratoires induit par les orientations envisagées par la LPPR.
Le 3 novembre 2020, dans une lettre adressée à Emmanuel Macron, la Commission permanente du Conseil national des universités demande la démission de la ministre Frédérique Vidal, considérant que cette dernière a « provoqué une crise de confiance et un désordre sans précédent dans le monde de la recherche en voulant mener, coûte que coûte, une réforme décriée de toute part » et qu'elle « ne dispose plus de la légitimité nécessaire pour parler au nom de la communauté universitaire et pour agir en faveur de l'Université ».
Une pétition lancée par fin octobre 2020 par RogueESR et appelant à suspendre la LPR recueille en quelques jours plus de 27 000 signatures.

### Grève des «Écrans noirs»

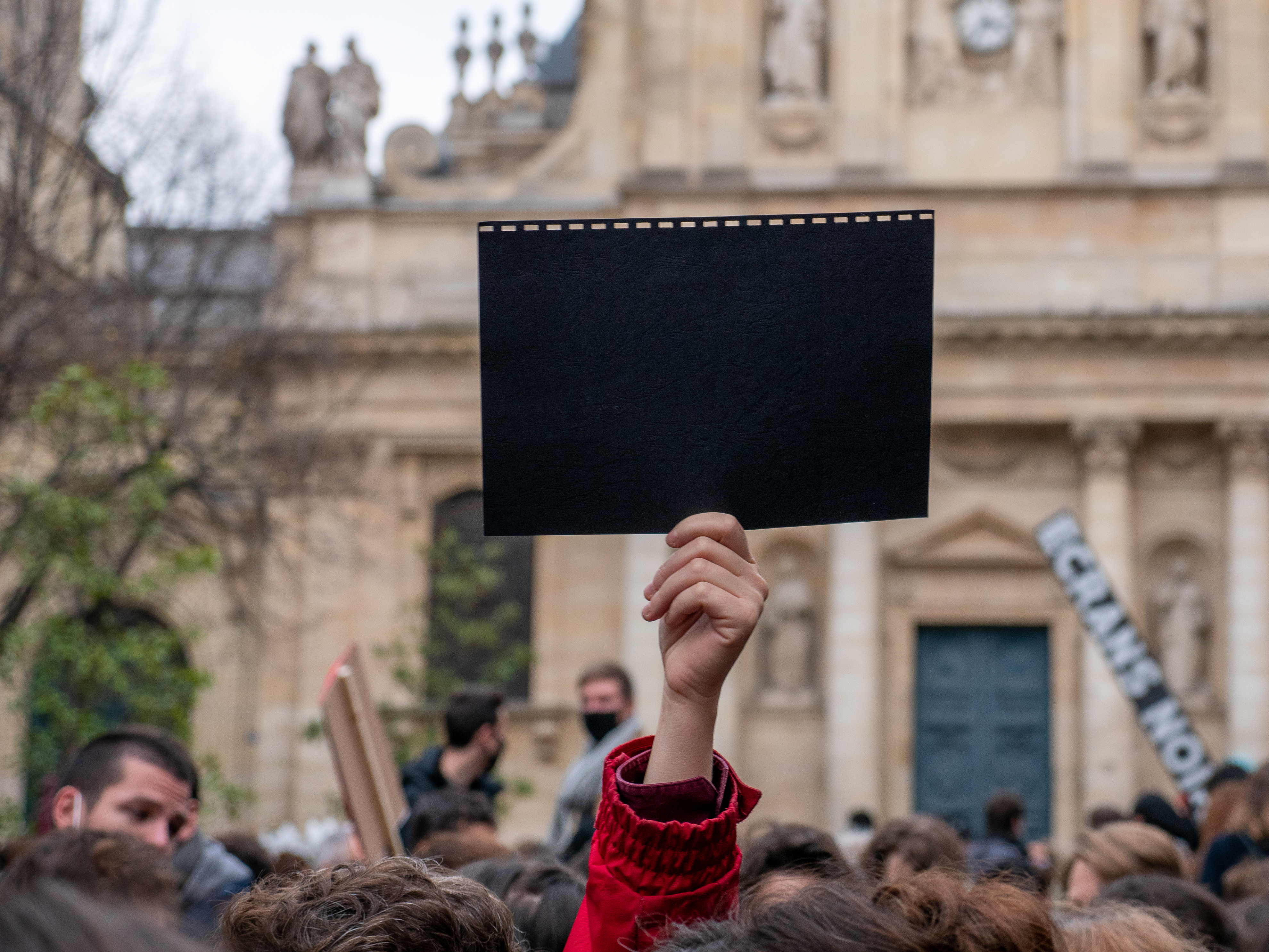
Grève des « Écrans noirs »

En novembre 2020, plusieurs centaines d'enseignants suivent l'appel à la grève en ligne baptisée « Écrans noirs », initiée par des enseignants en droit. Elle consiste à arborer un « écran noir » sur son ordinateur entre le vendredi 13 novembre et le mardi 17 novembre, date à laquelle doit être adoptée la dernière version du projet de loi à l’Assemblée nationale. Les opposants protestent contre la loi dans sa globalité et contre l’introduction par les sénateurs de plusieurs amendements, jugés « scélérats ». La grève est soutenue par 400 enseignants en droit, les conférences de doyens de droit et science politique, et d’économie-gestion ainsi que par les collectifs Facs et labos en lutte, RogueESR, Sauvons l’université et Université ouverte. Cette dernière mobilisation est nationale,,, la loi faisant « l'unanimité contre elle ».
Le collectif Université ouverte riposte en soumettant au Sénat une pétition pour la création d'une mission de contrôle des « impacts des politiques de la recherche et de l’enseignement supérieur sur la cohésion territoriale en France », estimant que ces politiques, « fondées sur des modèles économétriques aveugles à l’espace et indifférents aux questions d’aménagement du territoire », « contribuent à renforcer les inégalités territoriales entre les régions, les départements et les villes ».
La mobilisation se poursuit dans une quinzaine de villes en France, dont Nantes, Lyon, Strasbourg, Rennes, Nice et Montpellier, fin novembre, et mi décembre, sans effet.

## Application

### Chaires de professeurs juniors
Quatre-vingt douze chaires de professeurs juniors (CPJ) sont ouvertes fin 2021, et 135 en 2022, ce qui est peu au regard des 300 chaires par an initialement prévues, et des 1 500 à 2000 maîtres de conférences et professeurs des universités recrutés annuellement. Ces contrats sont adossés à une dotation d'environ deux 200 000 € pour démarrer les recherches, et une décharge de cours (64 heures annuelles d’enseignement prévues, contre 192 pour les Maitres de conférence classiques). Plusieurs Universités s'inquiètent de la mise en place des CPJ ;  le conseil de la faculté de sciences de l’université de Paris-Saclay vote une motion exprimant ses « plus vives inquiétudes » sur le dispositif.

### CDI de mission
Le décret d'application des CDI de mission est publié en novembre 2021. Au printemps suivant, certaines universités envisagent la possibilité de mettre en place des CDI de mission pour pallier le manque de personnels administratifs.
À l’été 2022, les sénateurs notent qu’aucun CDI de mission n’a encore été conclu. La mesure n’est en effet pas opérationnelle dans ses modalités, qui exigent de façon contradictoire le financement d’un projet long (de plus de 6 ans) par des ressources propres (qui sont, par définition, de courte durée).

### Crédits
Début 2024, l’enseignement supérieur et la recherche est particulièrement touchée par des annulations de crédits de paiement décidés par un décret paru le 22 février (904 millions d’euros d’économies — soit 3 % de baisse —, dont 588 millions pour le ministère de l’enseignement supérieur et de la recherche, sur un total de 10 milliards) interrompt la progression budgétaire actée par la LPR.